# It All Comes Out in the Wash
It All Comes Out in the Wash è un singolo della cantante statunitense Miranda Lambert, pubblicato il 18 luglio 2019 come primo estratto dal settimo album in studio Wildcard.

## Descrizione
Il brano è stato scritto dalla stessa interprete con Hillary Lindsey, Lori McKenna e Liz Rose e prodotto da Jay Joyce. È composto in chiave di Do maggiore ed ha un tempo di 164 battiti per minuto.

## Video musicale
Il video musicale del brano, diretto da Trey Fanjoy, è stato reso disponibile il 29 agosto 2019.

## Tracce
Download digitale
1. It All Comes Out in the Wash – 3:35

## Classifiche
| Classifica (2021) | Posizione massima |
| ----------------- | ----------------- |
| Stati Uniti       | 70                |